# Leon Misiołek
Leon Misiołek (ur. 8 lutego 1860 w Dębowcach, zm. 25 grudnia 1926 w Krakowie) – polski polityk socjalistyczny, drukarz, poseł na Sejm i senator w II Rzeczypospolitej.

## Życiorys
Członek zarządu krakowskiego Stowarzyszenia Robotników „Siła”, członek redakcji „Naprzodu”. Zasiadał też w zarządzie Stowarzyszenia Socjalno-Demokratycznego Proletariat dla Galicji i Śląska. Organizował strajki i pochody pierwszomajowe. Wielokrotnie więziony. Radny krakowski. W styczniu 1919 roku został wybrany z listy Polskiej Partii Socjalno-Demokratycznej w okręgu wyborczym nr 41 (okręg Jasło, Krosno i Sanok) na posła na Sejm Ustawodawczy (1919–1922). Senator z ramienia Polskiej Partii Socjalistycznej w latach 1922-1926. Był też członkiem Rady Nadzorczej Związku Robotniczych Stowarzyszeń Spółdzielczych i prezesem Krakowskiej Rady Kasy Chorych. Pochowany w Krakowie na cmentarzu Rakowickim.